# View-Master

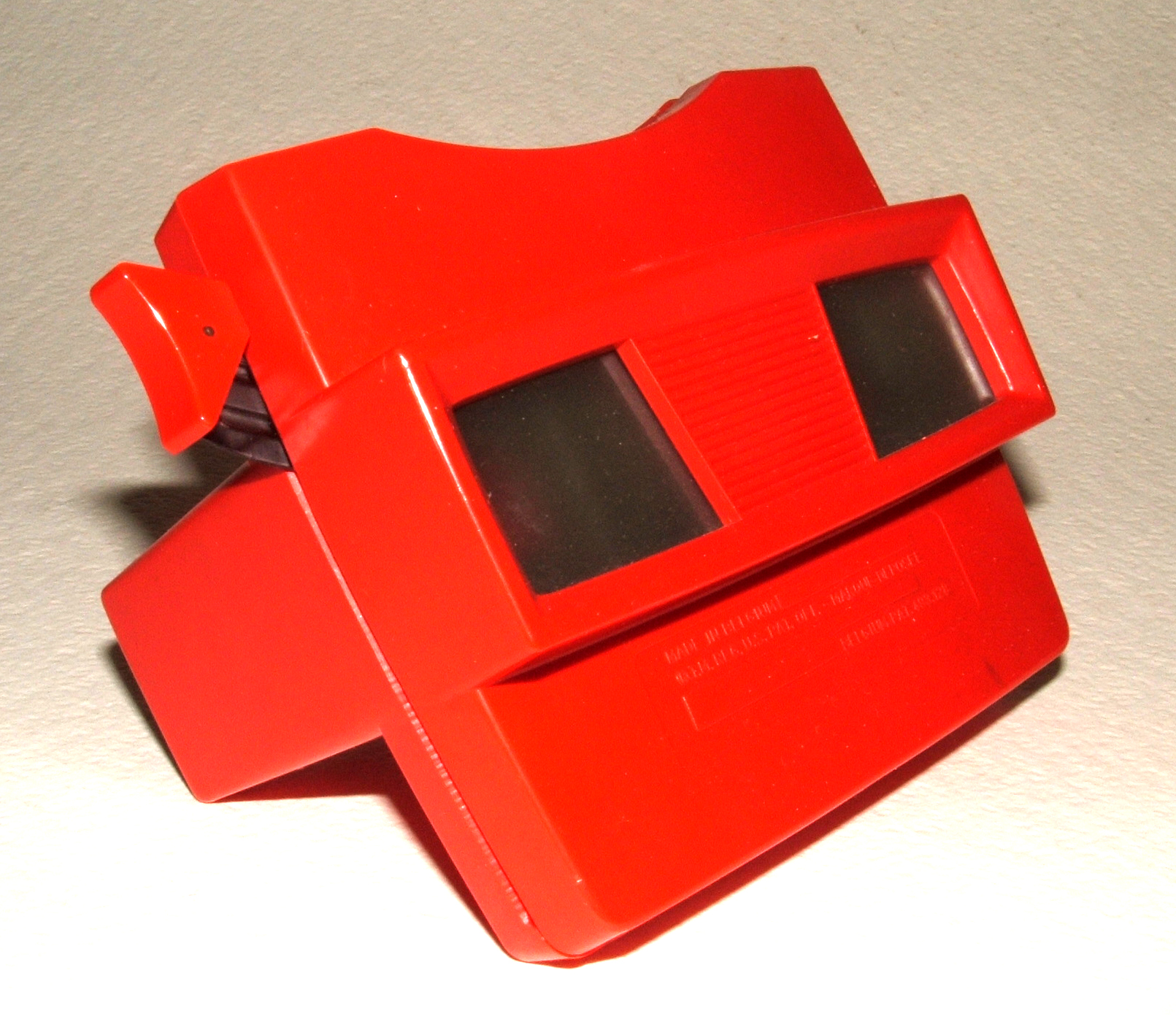
Un View-Master modèle G, produit à partir de 1962

Le View-Master, parfois Sawyer's View-Master, est un dispositif commercialisé dès la fin des années 1930 par la société Sawyer's Photo Services, permettant de visionner des images en stéréoscopie (3D), à partir de disques cartonnés portant sept paires de diapositives stéréoscopiques.

## Histoire

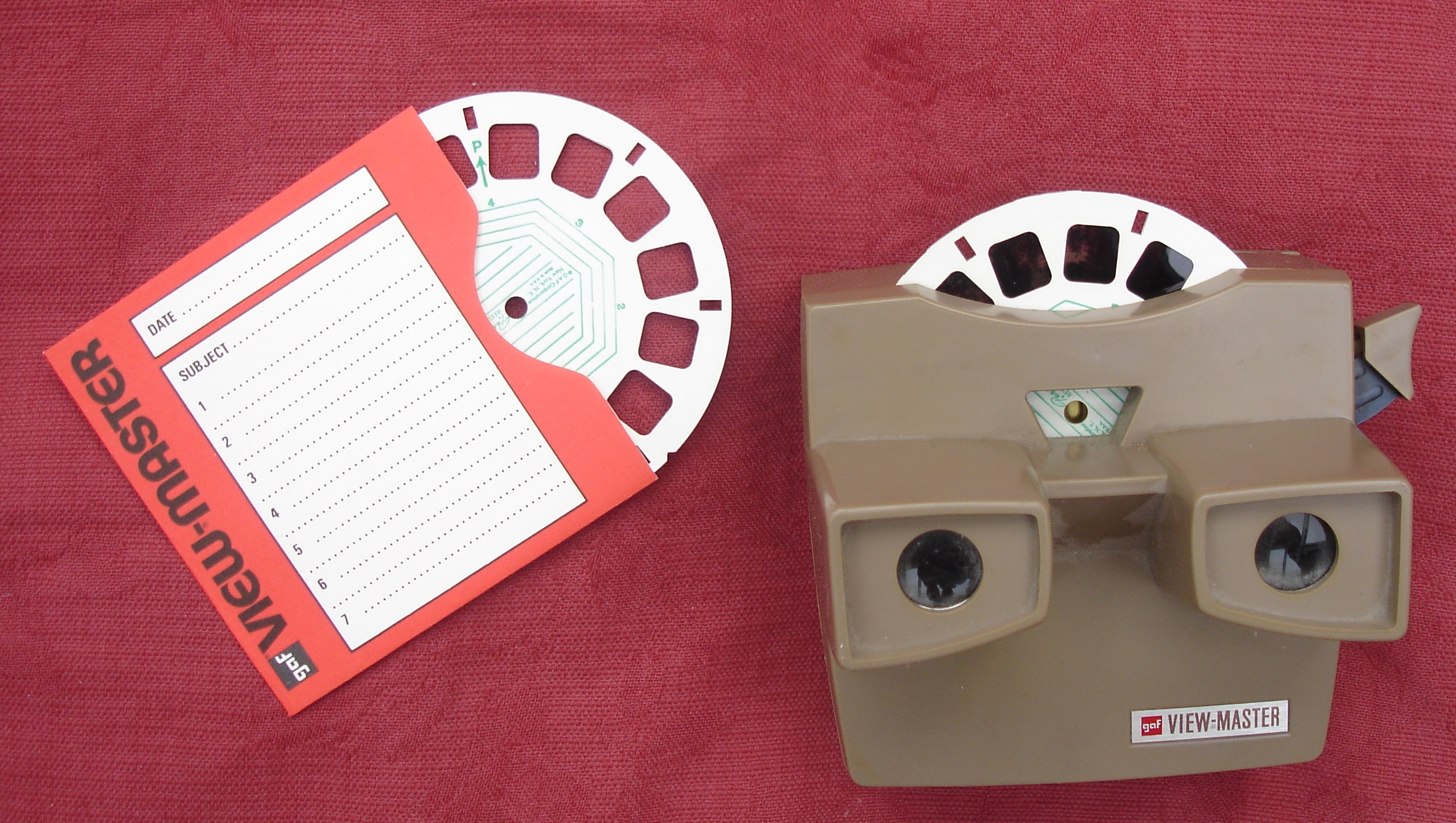
Stéréoscope View-Master avec son disque de diapositives.

Conçu par l'Américain Wilhelm Gruber, en partenariat avec la société Sawyer's Photo Services, dont la principale activité est la production de cartes postales, le View-Master voit le jour en 1939, et se destine plutôt à un public adulte.
Cantonné tout d'abord au secteur touristique, avec des disques comportant essentiellement des photos de monuments ou de paysages, et permettant de rapporter un souvenir de lieux visités, notamment le parc Disneyland, dès son ouverture, à la suite de l'acquisition des droits d'exploitation sur les Walt Disney Studios en 1951[réf. nécessaire], par le biais du rachat d'un concurrent, le View-Master s'ouvre à un plus large public, notamment aux enfants, à compter de 1966, lorsque Sawyer's est racheté par la société GAF (General Aniline & Film). Son catalogue voit alors l'arrivée de nombreuses franchises culturelles, issues notamment des secteurs du cinéma et de la télévision.
Entre 1981 et 1989, la licence View-Master change plusieurs fois de propriétaires, et est acquise par la société Tyco Toys, avant de devenir la propriété de Mattel, à la suite de la fusion des deux sociétés en 1997.
View-Master a été distribué ensuite sous la marque Fisher-Price, division de Mattel, et depuis 2013 par la société Basic Fun, en Floride, filiale de la société The Bridge Direct basée a New-York. La nouvelle production Basic Fun, d'aussi bonne qualité, est fabriquée en Chine, alors que les usines historiques étaient situées d'abord aux États-Unis (Portland, Oregon), et pour une diffusion plus internationale, au Mexique, en Belgique, et déjà partiellement en Chine dės 2008.

## Description

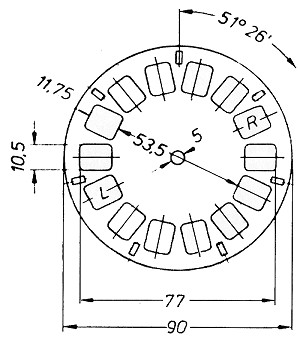
Spécifications d'un disque View-Master

La visionneuse View-Master se présente sous forme de jumelles dans lesquelles l'utilisateur insère un disque cranté cartonné, comportant 7 paires de diapositives (on parle alors de 7 « vues »), soit 14 au total. Chaque œil visualisant une paire d'images distinctes, celles-ci peuvent être identiques pour former une image simple en deux dimensions, ou peuvent présenter la même scène sous un angle légèrement différent, et former une image en relief.
Le View-Master est d'abord produit en bakélite noir, à ses débuts, puis dans un plastique plus léger, avec une grande variété de formes et de couleurs, notamment en rouge, couleur dans laquelle il est le mieux connu du grand public.
L'utilisateur actionne une gâchette sur le côté de la visionneuse pour faire tourner le disque, et passer d'un cliché à l'autre, tel un appareil photo inversé. Il est nécessaire de regarder à travers l'appareil en direction d'une source de lumière, pour que les images soient correctement visibles ; certains modèles embarquent une source de lumière interne, et requièrent par conséquent des piles.
Ce système étant breveté, la concurrence n'a pas pu le reprendre tel quel, obligeant, durant des années, les dispositifs d'autres marques, Lestrade notamment, à utiliser un système de lecture rectiligne des supports de diapositives. Ceux-ci se présentent alors sous forme de grilles, qui doivent être rechargées dans l'appareil après chaque passage, si l'on souhaite les revisionner ; une faiblesse qui jouera en défaveur de la concurrence.

### Talking View-Master
À partir de 1971, GAF commercialise le Talking View-Master, une variante de la visionneuse capable de lire en plus du son. Les premiers disques, spécifiques à ce système, incorporent une seconde couche sous forme d'un disque plastique transparent, contenant des informations sonores.
D'autres procédés et formats de stockage du son, seront développés au fil des années, en vue notamment d'améliorer la qualité sonore, mais resteront incompatibles avec les visionneuses classiques.

### Projecteurs View-Master
À l'instar des projecteurs de diapositives, il existe des projecteurs pour disques View-Master, capables de rendre, ou non, la stéréoscopie, selon s'ils possèdent, respectivement, deux objectifs, ou un seul.
Dans le cas des projecteurs stéréoscopiques, tels que le Stereo-Matic 500, des lunettes polarisées et un écran spécial, sont requis, pour profiter du relief.

### View-Master Virtual Reality
En 2015, Mattel et Google s'associent pour lancer le View-Master VR, un casque de réalité virtuelle connecté à un smartphone sous IOS ou Androïd. Seule la couleur des modèles d'origine est conservée, le design étant lui totalement différent, abandonnant les angles droits pour des lunettes toutes en courbe. Ce casque est compatible Cardboard. Une seconde version lui succédera en 2016, le View-Master Viewer DLX avec une molette de mise au point et un clip de maintien du téléphone améliorés.

### Image 3D
Dès 2009, l'utilisation des visionneuses 3D comme faire-part de mariage fait son apparition. La société Image 3D qui propose des appareils similaires au View-Master verra par la suite son activité relayée par des sites de mariage. Ceux-ci proposent alors d'envoyer ses propres photos en ligne et de recevoir ensuite sa visionneuse personnalisée, de couleur blanche. Il est possible également d'y apposer le nom des futurs mariés sur le devant de l'appareil.

## Contenus

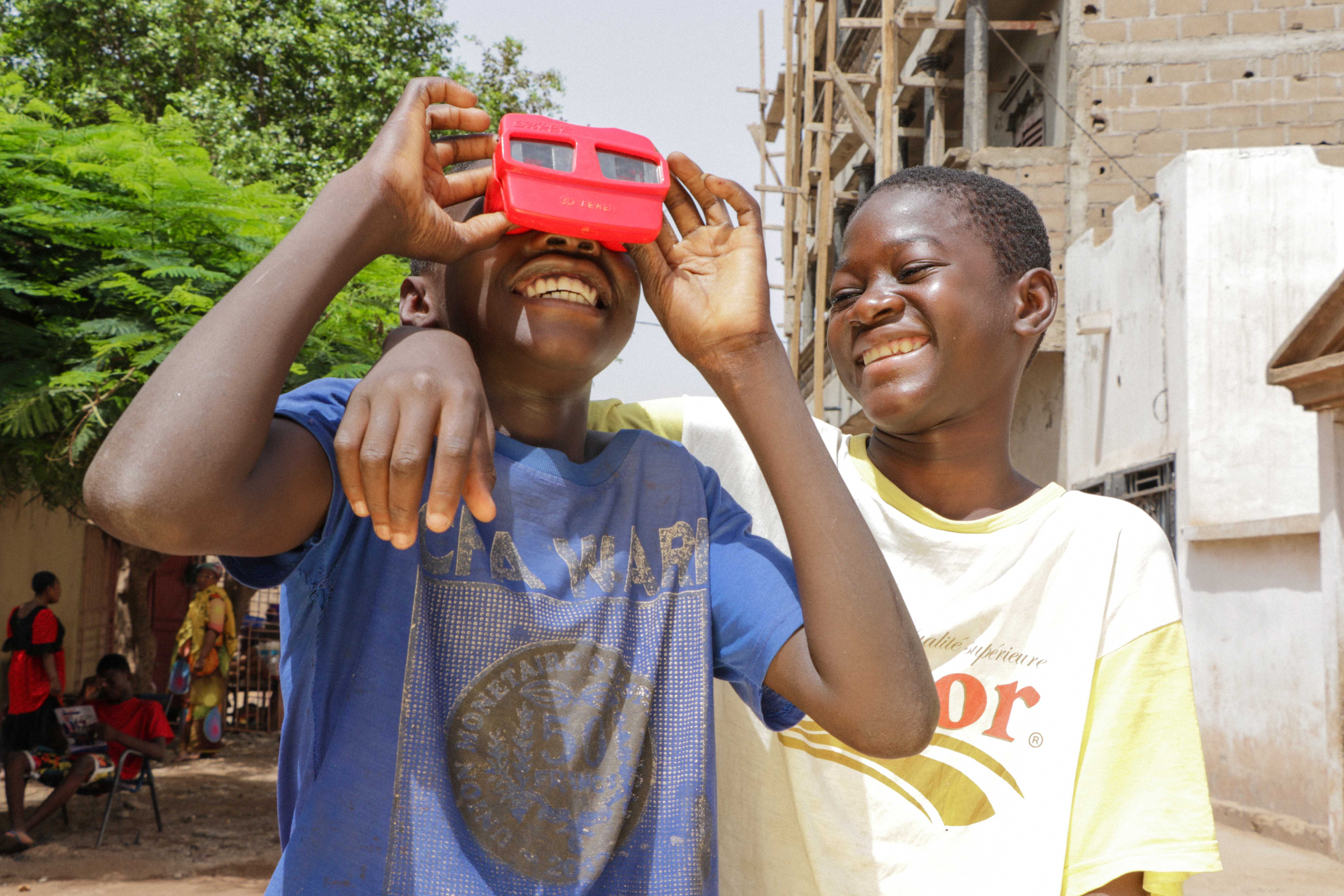
Enfants utilisant un View-Master au Mali.

Les disques View-Master s'achetaient à l'origine à l'unité (7 vues), puis généralement par lots de trois (Three Reel Packet), avec ou sans livret, pour un total de 21 vues.
Il y eut aussi différentes formes de paquets cadeau avec une visionneuse, (Gift Pak) ou des coffrets avec visionneuses à lumière incorporée et un boitier pour piles.
Il y a eu aussi des boites avec un écran de projection en carton et un projecteur, permettant de montrer les images à plusieurs personnes.
Ces coffrets proposaient parfois des disques View-Master qu'on ne pouvait pas se procurer séparément.
Les sujets proposés sont variés ; les premiers sujets étaient touristiques (États-Unis, Europe, presque tous les pays et continents du monde, ainsi que les capitales, régions et les lieux touristiques les plus connus, musées, parcs d'attraction, etc.), histoire, art, culture et éducation, sport, animaux, botanique, sciences, chirurgie et anatomie, documentation militaire, métiers et activités diverses, produits publicitaires, etc.
Plus tard, des sujets liés au divertissement firent leur apparition, notamment avec des célébrités, des contes, des personnages fictifs, le cinéma, la télévision, ou des jeux. Parmi les différentes licences acquises, on compte la licence Walt Disney Studios, comprenant tout l'univers Disney, qui contribuera beaucoup au succès du produit, et lui permettra de dominer la concurrence.
Sawyer's commercialisait en parallèle des appareils de prise de vue stéréoscopiques, ainsi qu'une gamme de produits pour développer et concevoir ses propres disques View-Master en relief, permettant ainsi de conserver des souvenirs personnels dans ce format.

Des produits officiels sortent encore actuellement en petite quantité, y compris des productions indépendantes, avec toujours un certain succès malgré le manque de publicité[réf. nécessaire]. De nouveaux sets, et des packs avec lecteur, sont encore édités actuellement, et distribués aux États-Unis avec des thèmes comme les grandes villes (New York, San Francisco, Los Angeles..), des régions (Californie..), des thèmes animaliers (découverte des reptiles, des animaux sauvages, etc.) ou sur les grands parcs nationaux tels que le Grand Canyon. Le nouveau distributeur, Basic Fun, propose la nouvelle licence Star Wars, Ultimate Spiderman ou Hello Kittie. Les derniers lecteurs distribués par Basic Fun proposent un grossissement d'image légèrement supérieur. De petites sociétés proposent également des souvenirs personnalisés (mariages, évènements) ou des productions publicitaires, aux États-Unis et en Asie.
Des amateurs et collectionneurs ont modifié en très petites quantité des anciennes visionneuses à main en remplaçant les deux blocs optiques, contre de meilleures optiques en verre, pour mieux les adapter aux yeux d'adultes et améliorer le grossissement ou rajouter une mise au point pour les porteurs de lunettes, ou en modifiant les modèles avec lumière incorporée pour inclure des ampoules led à température de couleur plus froide, et les rendre compatibles avec des batteries plus modernes.

## Anecdotes
- Des séries spécifiques d'images et de lecteurs View-Master ont été offerts à des personnalités célèbres, notamment à la Maison-Blanche (USA), ou au pape Jean-Paul II, ou pour des événements exceptionnels[4].
- L'armée américaine utilisa le procédé View-Master pour former à la reconnaissance des avions ennemis durant la Seconde Guerre mondiale[4].
- À la télévision américaine, des acteurs célèbres participèrent à des publicités pour des produits View-Master, comme Henry Fonda ou Jodie Foster (enfant) [4].
- Le succès du format rond View-Master a fait disparaitre peu à peu les formats concurrents rectangulaires moins pratiques, comme ceux des marques Lestrade ou Bruguière.